# جويس جوناثان
جويس جوناثان (بالفرنسية: Joyce Jonathan)‏ هي مغنية مؤلفة ومغنية فرنسية، ولدت في 3 نوفمبر 1989 في لوفالوا-بيري في فرنسا.

## وصلات خارجية
- الموقع الرسمي
- جويس جوناثان على موقع IMDb (الإنجليزية)
- جويس جوناثان على موقع ألو سيني (الفرنسية)
- جويس جوناثان على موقع ميوزك برينز (الإنجليزية)
- جويس جوناثان على موقع أول ميوزيك (الإنجليزية)
- جويس جوناثان على موقع ديسكوغز (الإنجليزية)
- جويس جوناثان على موقع كينوبويسك (الروسية)